# Hadrian II.
Hadrian II. (* 792; † 14. Dezember 872 in Rom) war von seiner Inthronisation am 14. Dezember 867 bis zu seinem Tode im Jahre 872 exakt fünf Jahre lang Papst.

## Leben

### Herkunft und kirchliche Laufbahn
Hadrian II. stammte aus einem vornehmen römischen Geschlecht und galt als ein versöhnlicher Papst. Dies zeigte sich sowohl daran, dass er Gebiete, welche sein Vorgänger Nikolaus I. beansprucht hatte, wieder preisgab, als auch an seinem Einlenken in der Frage der slawischen Liturgie.
Als Hadrian Priester wurde, war er noch verheiratet. Papst Gregor IV. ernannte ihn  zum Kardinal von San Marco. Schon nach dem Ableben Leos IV. und dem Tod von Benedikt III. war er jeweils als Papst vorgeschlagen worden, hatte sich der Wahl aber verweigert. 

### Pontifikat
Nach dem Tod von Nikolaus I. am 13. November 867 wurde er dann allerdings einmütig von Klerus und Volk gewählt. Er nahm die Wahl 75-jährig an und wurde am 14. Dezember 867 inthronisiert. Kurz nach seiner Inthronisation wurden seine Gattin und seine Tochter von Eleutherus, einem Verwandten des früheren Gegenpapstes Anastasius III., ermordet.
Dem fränkischen König Lothar II. gestattete er, das Problem der Verstoßung seiner kinderlosen Gemahlin in Rom vorzutragen, womit er sich gleichfalls deutlich kompromissbereiter gab, als sein Vorgänger Nikolaus I. dies gewesen war. Einer Entscheidung bedurfte es in dieser Sache freilich nicht mehr, da Lothar II. kurz darauf starb.
Zugleich gab Hadrian II. durch die Heiligsprechung der Äbtissin Walburga an einem 1. Mai Anlass für den heute in Deutschland noch verbreiteten Brauch der Walpurgisnacht, die in der dem Patronatsfest Walburgas vorausgehenden Nacht gefeiert wird.
Im Jahre 867 ernannte er den ehemaligen Gegenpapst Anastasius III. zum Bibliothekar der römischen Kirche.